# Magdi Rúzsa
Magdi Rúzsa, właśc. Magdolna Rúzsa (ur. 28 listopada 1985 we Vrbasie) – węgierska piosenkarka, zwyciężczyni trzeciej edycji programu Megasztár będącego krajową wersją formatu Idol, reprezentantka Węgier w 52. Konkursu Piosenki Eurowizji w 2007 roku. 

## Edukacja
Magdolna Rúzsa studiowała w Suboticy na wydziale położniczym. 

## Kariera muzyczna

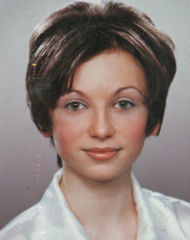
Magdi Rúzsa w latach młodości

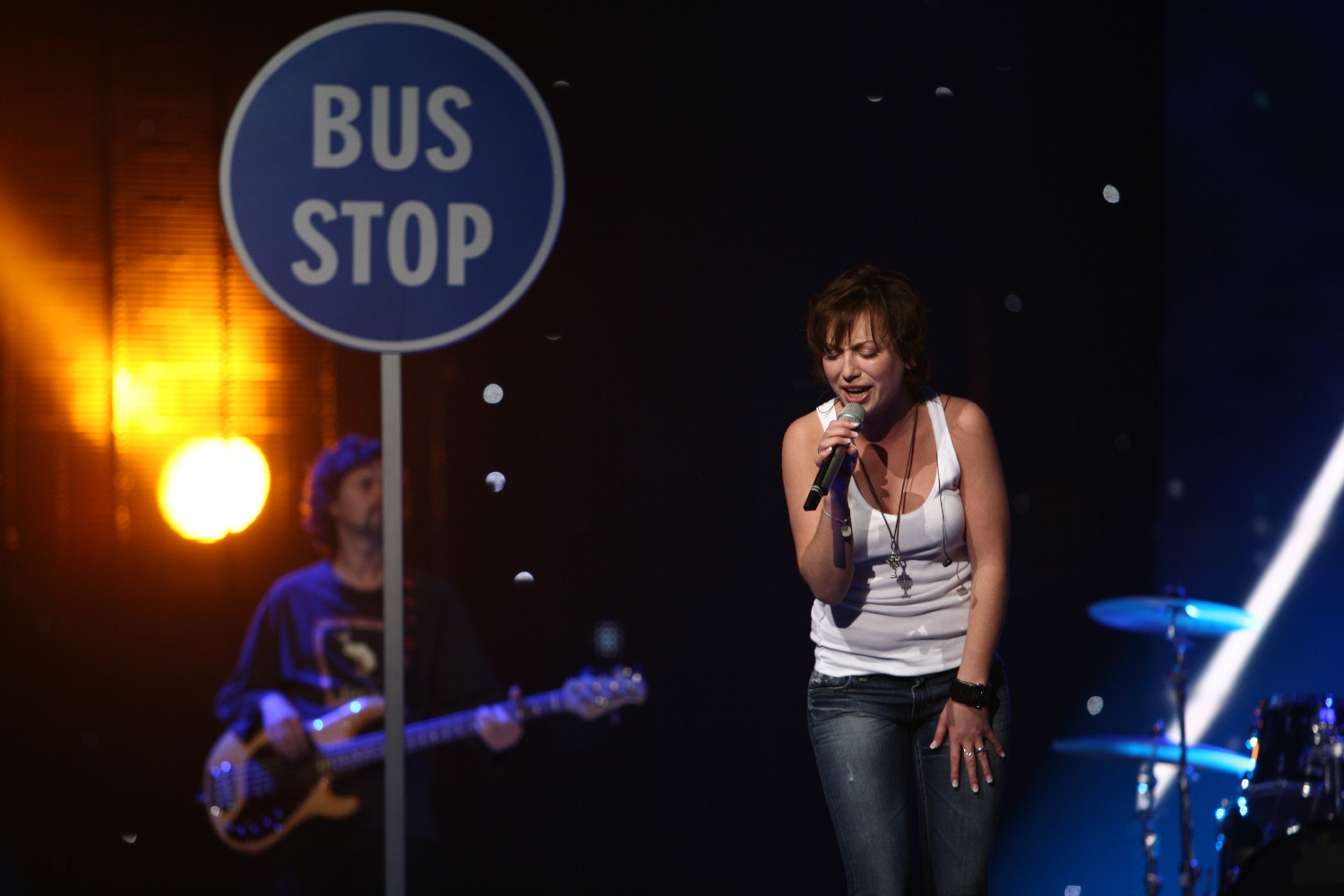
Magdi Rúzsa podczas występu w 52. Konkursu Piosenki Eurowizji w 2007 roku

Magdi Ruzsa rozpoczęła swoją karierę muzyczną w 2004 roku udziałem w konkursie Farsangi Ki mit tud, który ostatecznie wygrała. W tym samym roku została wokalistką zespołu Madnesshez. W 2005 roku wzięła udział w przesłuchaniach do trzeciej edycji programu Megasztár będącego krajową wersją formatu Idol. Podczas przesłuchań zaśpiewała piosenki „Highway to Hell” zespołu AC/DC oraz fragment autorskiego utworu „Aprócska Blues” i zakwalifikowała się do kolejnego etapu, a potem ostatecznie do finału, który wygrała wiosną 2006 roku. 
Na początku czerwca 2006 roku, czyli kilka tygodni po wygraniu Megasztár, Rúzsa wydała swoją debiutancką płytę koncertową zatytułowaną A döntőkben elhangzott dalok, na której znalazły się zapisy dźwiękowe wszystkich interpretacji utworów zaprezentowanych przez nią w trakcie udziału w show, w tym m.in. „The Winner Takes It All” zespołu ABBA, „I Want to Break Free” Queen, „La Bamba” Ritchiego Valensa, „Cry Baby” Janis Joplin i „May It Be” Enyi. Krążek uzyskał status potrójnej platynowej płyty w kraju dzięki uzyskaniu wyniku ponad 80 tys. sprzedanych egzemplarzy. Pod koniec listopada premierę miał jej debiutancki album długogrający zatytułowany Ördögi angyal, na który piosenkarka napisała część utworów. Krążek uzyskał status podwójnej platynowej płyty w kraju.
W tym samym roku została okrzyknięta Nowym talentem roku podczas ceremonii wręczenia nagród Fonogram, tym samym została ogłoszona reprezentantką Węgier w 52. Konkursu Piosenki Eurowizji organizowanym w Helsinkach w 2007 roku. Jej konkursową propozycją został utwór „Unsubstantial Blues”. Po ogłoszeniu wyboru krajowej telewizji pojawiły się doniesienia, jakoby piosenka naruszyła zasady konkursu i została opublikowana przed regulaminowym terminem. Rúzsa zaśpiewała bowiem fragment utworu podczas przesłuchań do programu Megasztár, a wykonanie zostało pokazane w telewizji w lutym tegoż roku. Wytwórnia muzyczna artystki wydała oświadczenie, w którym stwierdziła, że „każda nominowana do konkursu piosenka nie może zostać upubliczniona ani wykonana publicznie przed 1 października. Album z węgierskojęzyczną wersją utworu ukazał się 28 listopada 2006 roku (w dniu urodzin Magdi), czym spełnia zasady konkursu”. 10 maja piosenkarka wystąpiła w półfinale widowiska i z drugiego miejsca awansowała do finału, w którym zajęła ostatecznie dziewiąte miejsce ze 128 punktami na koncie, w tym m.in. z maksymalną notą 12 punktów od Serbii.

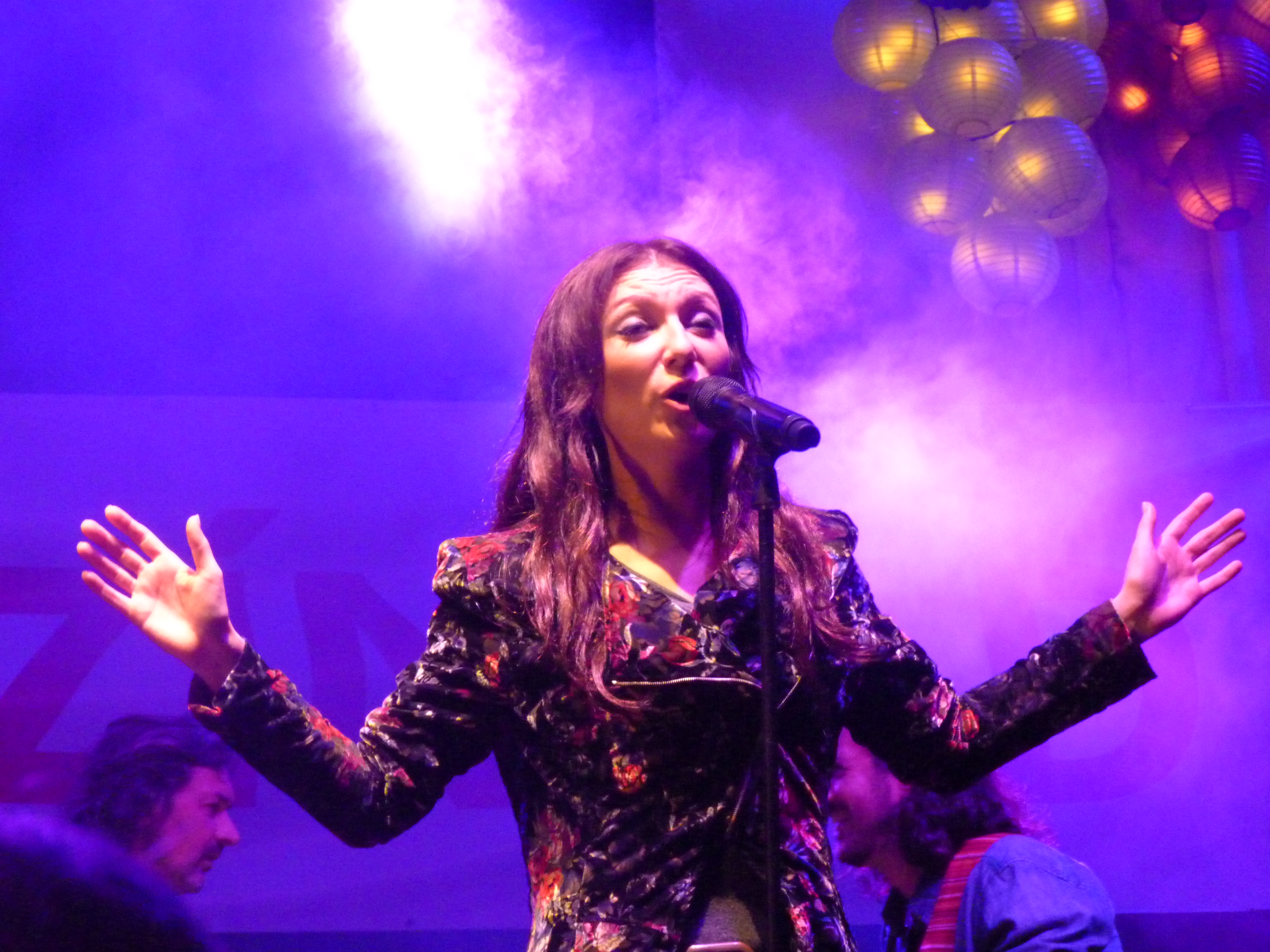
Magdi Rúzsa podczas koncertu w 2014 roku

Niedługo po finale konkursu otrzymała Nagrodę Kompozytorską im. Marcela Bezençona przyznawaną przez kompozytorów wszystkich konkursowych propozycji z danego roku. W listopadzie tego samego roku ukazała się jej druga płyta koncertowa zatytułowana T-Mobile Kapcsolat koncert, która uzyskała status platynowej płyty w kraju. Na początku listopada 2008 roku ukazała się trzecia płyta studyjna Rúzsi zatytułowana Iránytű, która otrzymała certyfikat złotej płyty w kraju.
Pod koniec listopada 2011 roku premierę miał jej trzeci album koncertowy zatytułowany Magdaléna Rúzsa, który uzyskał status podwójnej platynowej płyty w kraju. 
W listopadzie 2012 roku ukazał się jej trzeci krążek studyjny pt. Tizenegy, który także otrzymał certyfikat podwójnej platynowej płyty. 
Pod koniec listopada 2014 roku piosenkarka wydała swój czwarty album koncertowy zatytułowany Dalok húrokra és fúvósokra. W tym samym roku ukazała się także jej pierwsza płyta kompilacyjna zatytułowana Nélküled, na której znalazły się jej najpopularniejsze utwory.

## Dyskografia
| - Ördögi angyal (2006) - Iránytű (2008) - Tizenegy (2012) | - A döntőkben elhangzott dalok (2006) - T-Mobile Kapcsolat koncert (2007) - Magdaléna Rúzsa (2011) - Dalok húrokra és fúvósokra (2014) |